# Alkmaar Zaanstreek
Alkmaar Zaanstreek, conhecido também como AZ Alkmaar ou simplesmente AZ, é um clube de futebol profissional da cidade de Alkmaar, na Holanda. Tal clube foi fundado no dia 10 de maio de 1967 como AZ '67, resultado da "fusão" entre as equipes Alkmaar '54 e FC Zaanstreek.
Nos Países Baixos o clube é conhecido apenas como AZ, mas internacionalmente o clube costuma ser chamado de Alkmaar, apenas.

## História

### Antecedentes

#### Alkmaar '54
Foi fundado em 13 de abril de 1954 para representar a cidade da recém-criada NBVB (Nederlandse Beroeps Voetbalbond) que agrupou dez clubes profissionais.[carece de fontes?] Sua primeira partida disputada foi em 14 de agosto de 1954 contra o VVV Venlo, ganhando por 3 a 0, que foi o primeiro jogo disputado entre dois clubes profissionais nos Países Baixos. O torneio não terminou e, em novembro do mesmo ano, a NBVB se fundiu com a KNVB, iniciando uma nova competição organizada por essa última, onde o Alkmaar '54 terminou em quinto lugar da classe C. Depois de terminar a temporada abaixo do 11º da sua série, foi colocado na temporada 1956/57 no grupo A da Eerste Divisie onde permaneceu até 1959, ano em que ficou em primeiro lugar da sua série, conseguindo o acesso a Eredivisie. No entanto, terminou em penúltimo lugar na sua estreia na categoria principal, sendo rebaixado novamente.[carece de fontes?]
Na temporada 1961/62, terminou em 12º lugar no grupo A da Eerste Divisie, sendo rabaixado a Tweede Divisie, reduzindo o número de quipes nessa divisão. Ali se manteve até a temporada 1963/64 onde ganhou o grupo A da categoria, disputando a primeira copa de ascensão com o NEC Nijmegen que perdeu por 3 a 1. Após essa derrota ele jogou num quadrangular ao lado Zwartemeer, Roda JC e DVS Hermes que permitiu alcançar os primeiros e voltar a Eerste Divisie, a categoria em que ela permaneceu até 1967.

#### FC Zaanstreek
Foi fundado em 13 de abril de 1964 em Koog aan de Zaan. O FC Zaanstreek saiu do lugar deixado na Tweede Divisie pelo K.F.C. (Koger Football Club), clube fundado em 1910 que decidiu renunciar ao torneio profissional para participar de campeonatos amadores. Obteve pouco êxito em seus três anos de existência em que esteve na Tweede Divisie até sua fusão em 1967.

### Fundação e primeiros anos
O clube foi fundado em 10 de maio de 1967, após a fusão do Alkmaar '54 e do FC Zaanstreek, sob o nome de AZ '67. Fez sua estreia na temporada 1967/68 onde conquistaram a Eerste Divisie, que lhes permitiram ascender a Eredivisie. Na temporada seguinte terminou em 16º colocado, com a mesma pontuação do D.O.S Utrecht e do FC Volendam e por isso teve de jogar um triangular contra estas equipes, em que conseguiram manter-se na primeira divisão. Posteriormente, na temporada 1971/72, terminou a campanha em penúltimo lugar, regressando à Eerste Divisie.

### Era Molenaar
Em 1972, Cees e Klaas Molenaar, que anteriormente haviam jogado pelo K.F.C, assumiram o clube dos empresários locais. Nesse ano o clube conseguiu o segundo lugar na temporada 1971/72 e regressou à Eredivisie. Em seu retorno a primeira divisão, terminou a temporada 1972/73 em 15º lugar. Nos torneios seguintes melhorou seu desempenho terminando a temporada 1973/74 na sétima posição, enquanto que nos campeonatos de 1974/75 e 1975/76 obteve o quinto lugar.
Finalizou a campanha 1976/77  em terceiro lugar, obtendo sua classificação para Copa da UEFA. Na sua estreia em um torneio internacional, na Copa da UEFA de 1977-78 enfrentou na primeira rodada o Red Boys Differdange de Luxemburgo, o qual eliminou a pós ganhar o jogo de ida por 11 a 1 e em Luxemburgo por 5 a 0. Na rodada seguinte foram eliminados pelo FC Barcelona após dois empates por 1 a 1 e a derrota nos pênaltis. Posteriormente alcançou o título da Copa dos Países Baixos em 5 de maio de 1978 após vencer a final por 1 a 0 contra o AFC Ajax com gol de Henk van Rijnsoever. Este título lhe classificou para a Recopa Europeia 1978-79, em que foi eliminado na primeira rodada pelo Ipswich Town.[carece de fontes?]
Na temporada 1980/1981, dirigido por George Kessler, o clube ganhou seu primeiro título da Eredivisie. Na Copa da UEFA de 1980-81 chegou à final do torneio, onde enfrentou Ipswich Town, treinado então por Bobby Robson. Na partida de ida, em 6 de maio de 1981 na Inglaterra, perdeu por 3 a 0 enquanto que no jogo de volta no Estádio Olímpico de Amsterdã ganhou por 4 a 2, que não foi suficiente para levar a taça.[carece de fontes?] Posteriormente, no final do mês, conseguiu seu segundo título da Copa dos Países Baixos em 28 de maio de 1981, vencendo o Ajax na final por 3 a 1.
Na temporada seguinte participou pela primeira vez da Liga dos Campeões da Europa enfrentando na primeira rodada o IK Start da Noruega, derrotando-o em ambas as partidas (ida e volta), mas foi eliminado na fase seguinte pelo Liverpool FC da Inglaterra por 5 a 4 no placar agregado. Nesse ano terminou a Eredivisie em terceiro lugar, enquanto que na Copa dos Países Baixos consagrou-se tricampeão superando o FC Utrecht na final. Participou da Recopa Europeia de 1982-83 derrotando o Limerick FC da Irlanda na primeira rodada, sendo eliminado na segunda pela Inter de Milão.[carece de fontes?]

### Anos 2000
Foi bicampeão da Eredivisie em 2008/2009, sob o comando de Louis van Gaal.
Na temporada seguinte venceu a Supercopa dos Países Baixos batendo o SC Heerenveen por 5 a 1.
Em 2012/2013, foi campeão pela quarta vez da Copa dos Países Baixos.

## Elenco atual
Última atualização: 12 de fevereiro de 2025.

## Títulos
| NACIONAIS     | NACIONAIS                          | NACIONAIS | NACIONAIS                           |
|               | Competição                         | Títulos   | Temporadas                          |
| ------------- | ---------------------------------- | --------- | ----------------------------------- |
|               | Campeonato Neerlandês              | 2         | 1980-81 e 2008-09                   |
|               | Copa dos Países Baixos             | 4         | 1977-78, 1980-81, 1981-82 e 2012-13 |
| Países Baixos | Supercopa Neerlandesa              | 1         | 2009                                |
| Países Baixos | Campeonato Neerlandês - 2ª Divisão | 2         | 1995-96 e 1997-98                   |

### Torneios amistosos
- Torneio Amsterdam (3): 1977, 1979, 1982.[carece de fontes?]
- Torneio Brugse Metten (1): 1978.[carece de fontes?]
- Troféu Costa Brava (1): 1979.[carece de fontes?]
- Troféu Villa de Gijón (1): 1980.[5]
- Copa ETL-Dom (1): 2010.[6]

## Uniformes

### 1º Uniforme
| 2020–2021 | 2019–2020 | 2018–2019 | 2017–2018 | 2016–2017 | 2015–2016 | 2014–2015 | 2013–2014 | 2012–2013 |

### 2º Uniforme
| 2020–2021 | 2019–2020 | 2018–2019 | 2017–2018 | 2016–2017 | 2015–2016 | 2014–2015 | 2013–2014 | 2012–2013 |

### 3º Uniforme
| 2020–2021 | 2019–2020 | 2018–2019 | 2017–2018 | 2016–2017 | 2015–2016 | 2014–2015 | 2013–2014 | 2012–2013 |

### Outros Uniformes
| 2020–2021 | 2019–2020 | 2018–2019 | 2017–2018 | 2016–2017 | 2015–2016 | 2014–2015 | 2013–2014 | 2012–2013 |